# モンモランシーの滝
モンモランシーの滝（モンモランシーのたき、フランス語: Chute Montmorency）は、カナダ・ケベック州のモンモランシー川にある滝。ケベック市の旧市街中心部から13キロメートルほどの地点にあり、ケベック市のボーポール区とボワシャテル市の市区境となっている。

## 概要
落差84メートル、幅46メートル、滝壺の深さ17メートルの滝で、落差については同じくカナダ国内にあるナイアガラの滝よりも約30メートル高い。モンモランシー川がセントローレンス川に流れ込む合流点（河口部）付近にあり、オルレアン島に面している。滝の名称は、のちに1620年から1625年にかけてヌーベルフランスの総督を務めることとなるモンモランシー公アンリ2世を讃え、1613年にサミュエル・ド・シャンプランによって名付けられた。
周辺一帯は「モンモランシーの滝公園」（フランス語: Parc de la Chute-Montmorency）に指定されており、観光向けの設備・施設が整備されている。滝の周辺には簡易の展望台や階段があるほか、最上部に吊り橋が架けられており、様々な角度から滝を一望できるようになっている。また滝壺と最上部とを結ぶケーブルカーも運行されている。
夏季には滝を背に公園内で花火大会が行われる。また川底に大量の鉄成分が含まれるため、夏季になると黄色く輝く。一方冬季には滝壺付近が凍り雪山状に盛りあがるほか、アトラクションの一環としてアイスロッククライミングも行われている。

## 歴史
18世紀にフランス王国・スペイン帝国とグレートブリテン王国（イギリス）の間で繰り広げられたフレンチ・インディアン戦争の戦場のひとつで、ボーポールの戦いの際に使用された城砦の跡地が公園の東側に残る。イギリス軍はケベック市南端に上陸を試み、一度は防衛側のヌーベル・フランス軍指揮官のルイ＝ジョゼフ・ド・モンカルムによって退けられたものの、その後モンモランシーの滝の西方で行われたエイブラハム平原の戦いでは勝利を収めている。
氷のホテルは開業当時はモンモランシーの滝周辺にあった。

## 作品
19世紀の詩人であるジョン・キーツは、1816年の著作 Sleep and Poetry の中で、人生を「木のてっぺんから落ちゆくはかない草葉の露」「あの恐ろしいモンモランシーの滝壺に自分の船が向かっているのにも気付かない、哀れなインディアンの眠り」という主旨で形容している。
1947年のカナダ映画 Whispering City では、中心人物らが登場するシーンの舞台となっている
。

## ギャラリー

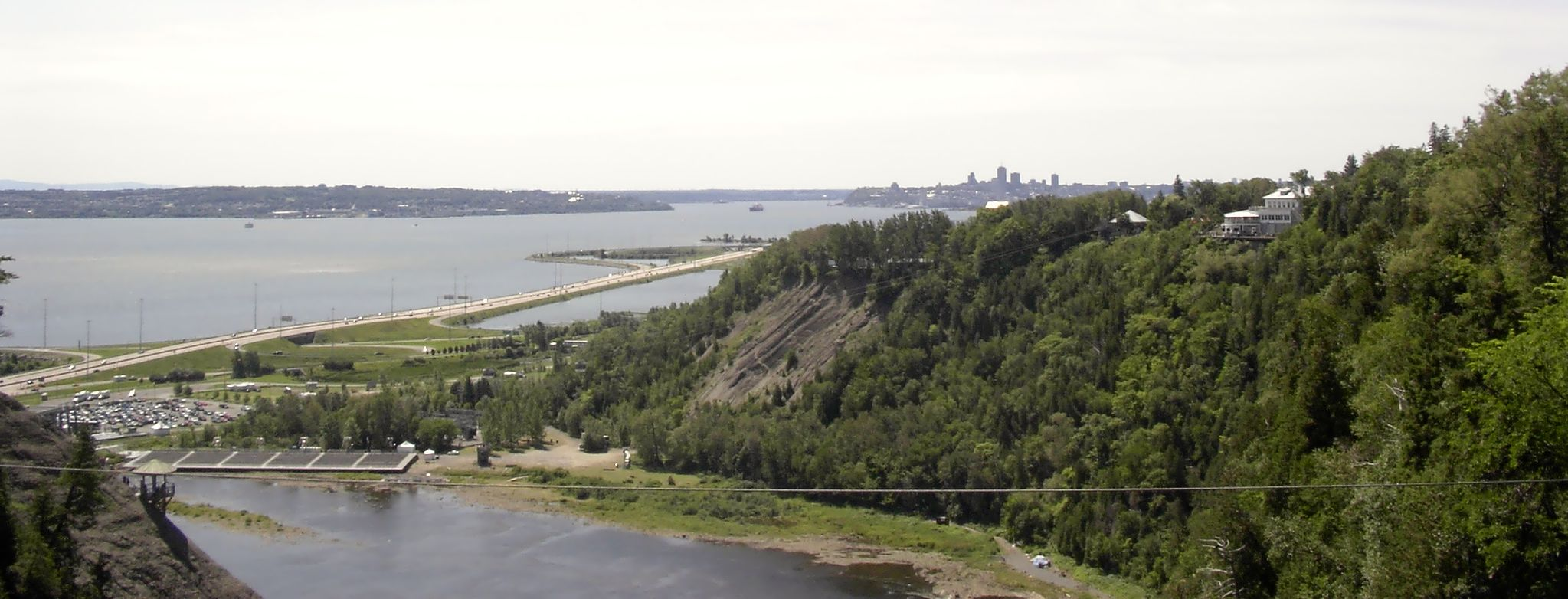
滝と反対側の周辺を一望する。遠方にケベック市が見える。
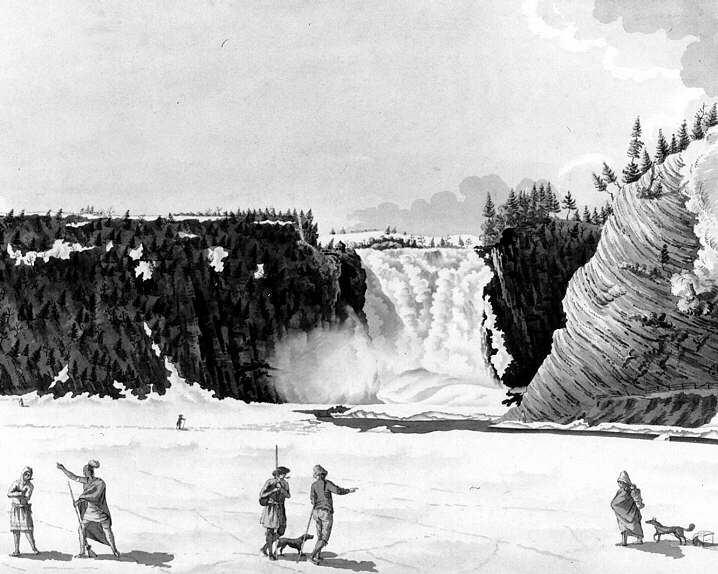
冬の滝の様子を描いたエッチング。ジェームス・ピーチィ作。カナダ国立図書館・文書館所蔵。
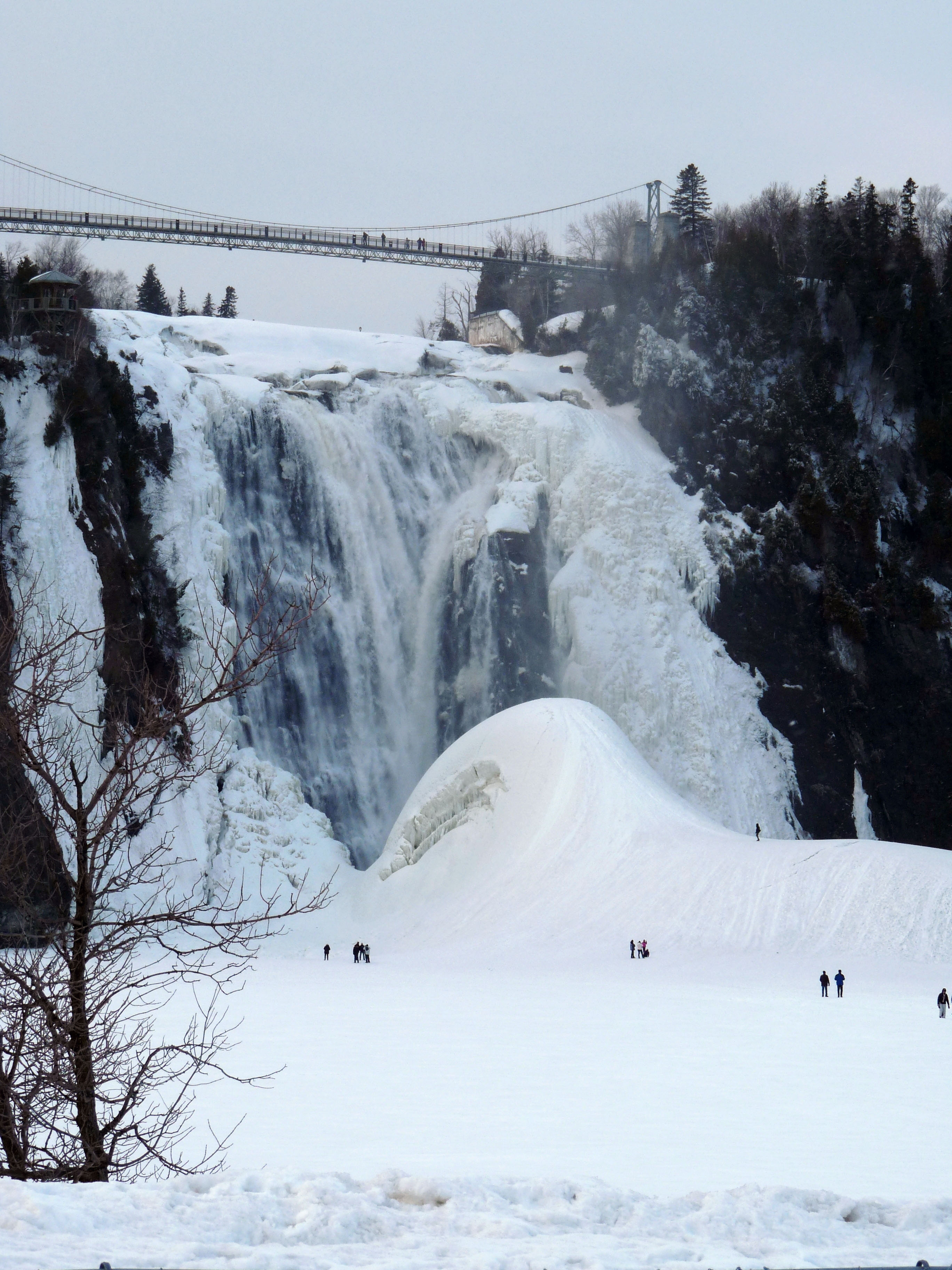
冬の様子。滝が凍り滝壺付近が雪山のように盛り上がっているのが見える。
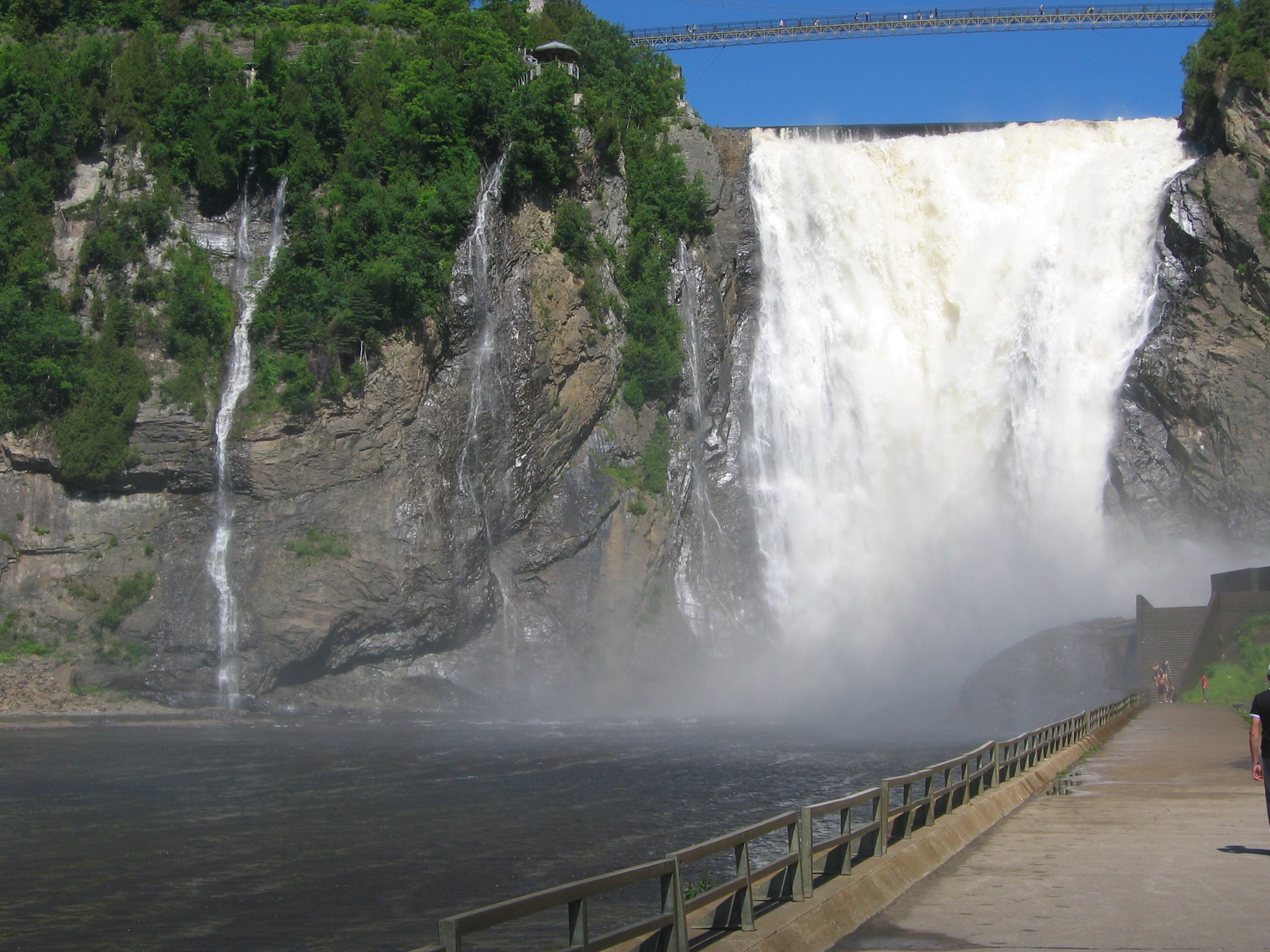
滝壺側の遊歩道から滝をのぞむ。7月撮影。
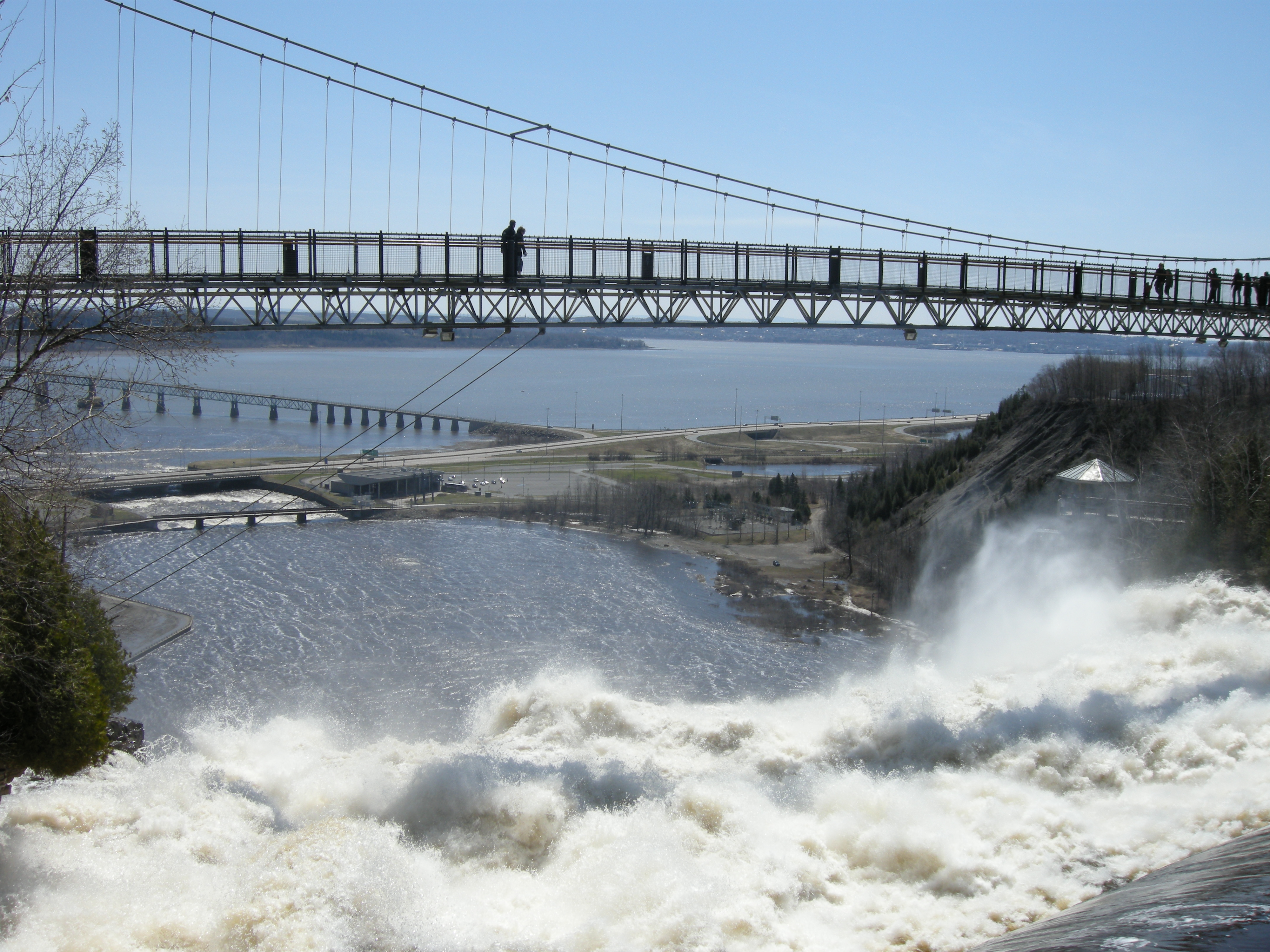
吊り橋は滝よりもやや下流側に架かっており、水の流れ落ちる様子を一望できる。
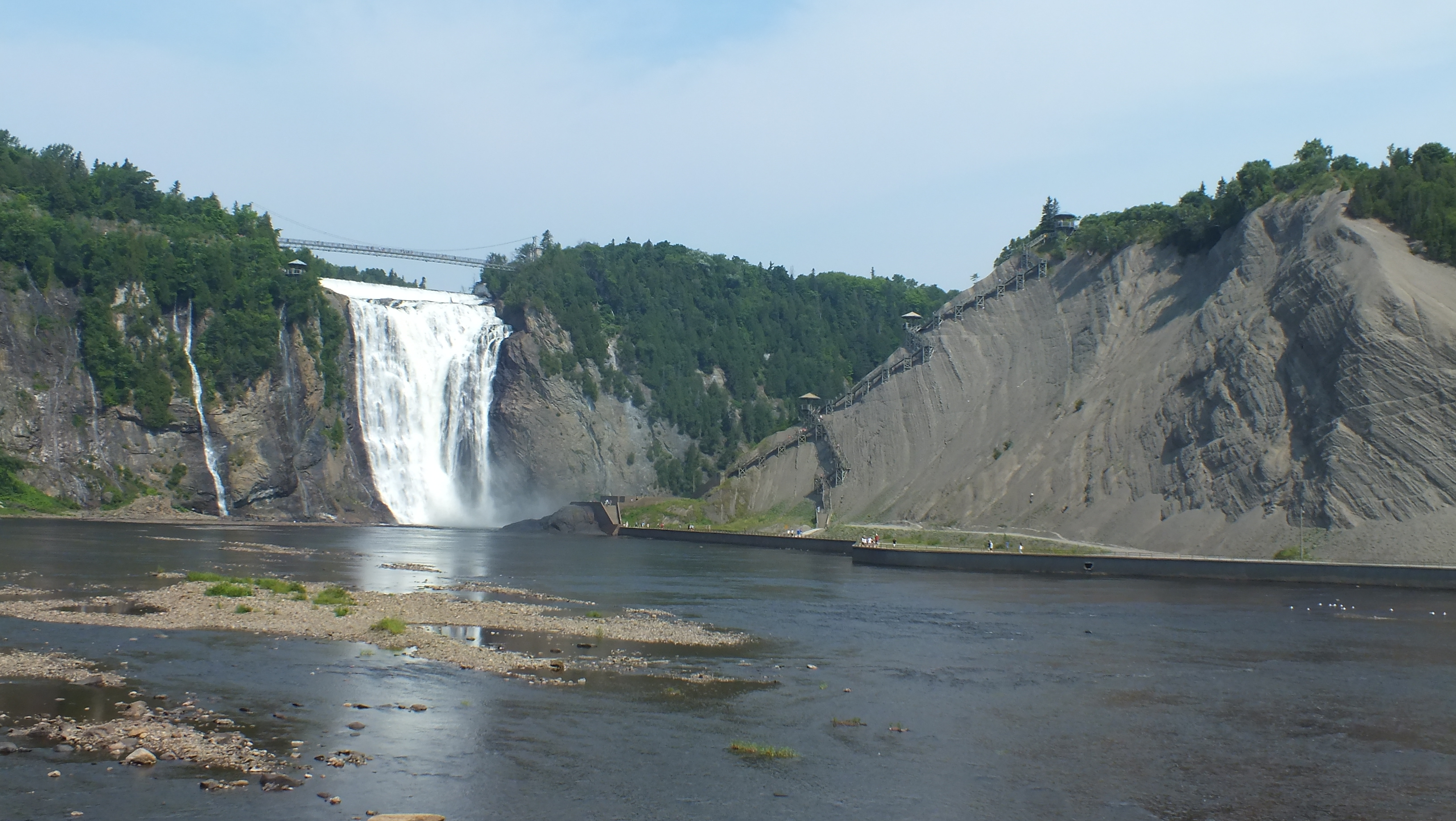
遠景。7月撮影。